# Stop Desire
"Stop Desire" är en låt av den kanadensiska popduon Tegan and Sara, utgiven som den andra singeln från deras åttonde album Love You to Death den 4 november 2016. Den är skriven Tegan and Sara och producerad av Greg Kurstin. Enligt Idolator är "Stop Desire" en "synth-driven och luftig" låt om obesvarad kärlek.
Singeln består av tre remixade versioner av låten, bland annat av Morgan Page, och en annan remix finns med i datorspelet The Sims 4.

## Bakgrund
Låten hade premiär på Apple Musics radiokanal Beats 1 den 16 maj 2016.

## Musikvideo
Videon till låten regisserades av Allister Ann och hade premiär på Tegan and Saras webbplats den 22 september 2016.

## Låtlista
Digital nedladdning
1. "Stop Desire (Morgan Page Remix)" – 3:29
2. "Stop Desire (Monsieur Adi Remix)" – 4:28
3. "Stop Desire (PAPERHEARTS Remix)" – 3:33